# Clustal
Clustal (англ. Cluster alignment) — одна из самых широко используемых компьютерных программ для множественного выравнивания нуклеотидных и аминокислотных последовательностей.
Clustal использует метод попарного прогрессивного выравнивания.
Программа представлена в трех версиях:
- ClustalW — с интерфейсом командной строки[2].
- ClustalX — с графическим интерфейсом[3].
- Clustal Omega — более современная версия программы, позволяющая выравнивать сотни последовательностей в течение нескольких часов и являющаяся одной из наиболее эффективных программ для множественного выравнивания по данным тестов производительности[4]. В этой разновидности используется только интерфейс командной строки.

Несмотря на то что ClustalW и ClustalX не были первыми инструментами для множественного выравнивания, они получили широкое распространение благодаря своей широкой доступности для персональных компьютеров и интуитивно понятному пользовательскому интерфейсу.

### Clustal Omega
Все современные версии Clustal базируются на Clustal Omega (ClustalΩ). Clustal Omega предоставила новую систему оценки нуклеотидных последовательностей: сначала программа выравнивает наиболее схожие последовательности, постепенно переходя к наименее схожим, тем самым создавая глобальное выравнивание. Для проведения глобального выравнивания в этой программе необходимо иметь минимум три последовательности, для парного выравнивания можно использовать EMBOSS или LALIGN.

#### Алгоритм
Сначала ClustalΩ рассчитывает приблизительную матрицу расстояний одним из двух методов:
- быстрый метод, который считает совпадение пар аминокислотных остатков или коротких нуклеотидных фрагментов (2-4 основания);
- классический алгоритм попарного выравнивания последовательностей с аффинными штрафами за пропуски.

Затем методом присоединения соседей строится направляющее дерево, на котором и будет построена глобальная сеть выравниваний. Дерево укореняется методом средней точки (mid-point).
Хотя другие программы для множественного выравнивания, основанные на методе согласованности (Probcons, T-Coffee, Probalign и MAFFT), превосходят по точности Clustal Omega, они используют больше оперативной памяти и медленнее чем Clustal.

### Clustal 2 (ClustalW/ ClustalX)
ClustalX — это версия ClustalW с графическим интерфейсом. В данном обновлении не было новых функций, однако были обновлены и улучшены старые версии, описанные выше.
ClustalX используется для следующих функций:
- выполнить множественное выравнивание последовательностей;
- посмотреть на результаты выравнивания;
- внести правки, если это необходимо.

ClustalX, как и ClustalW, скомпилирована для загрузки на всех операционных системах: Linux, Mac OS X, Windows (как XP, так и Vista). Предыдущие версии по-прежнему доступны для загрузки на сайте.